# (5948) Longo
(5948) Longo es un asteroide perteneciente al cinturón de asteroides, región del sistema solar que se encuentra entre las órbitas de Marte y Júpiter, más concretamente a la familia de Chloris, descubierto el 15 de mayo de 1985 por Edward Bowell desde la Estación Anderson Mesa (condado de Coconino, cerca de Flagstaff, Arizona, Estados Unidos).

## Designación y nombre
Designado provisionalmente como 1985 JL. Fue nombrado Longo en homenaje a Giuseppe Longo, físico de la Universidad de Bolonia. Durante la mayor parte de su vida profesional como físico nuclear, a fines de la década de 1980 se interesó en el evento de Tunguska. Organizó una expedición al sitio de la explosión en 1991, momento en el cual se recogieron partículas microscópicas atrapadas en la resina de los árboles sobrevivientes. Un análisis detallado posterior mostró que la distribución anual de las partículas alcanzó su punto máximo en 1908, y se identificaron elementos que probablemente se originaron en material meteorítico. Organizó posteriormente en Bolonia el primer taller donde los modeladores rusos y otros del evento de Tunguska se reunieron y compararon sus puntos de vista y resultados.

## Características orbitales
Longo está situado a una distancia media del Sol de 2,737 ua, pudiendo alejarse hasta 3,350 ua y acercarse hasta 2,124 ua. Su excentricidad es 0,223 y la inclinación orbital 9,511 grados. Emplea 1654,45 días en completar una órbita alrededor del Sol.

## Características físicas
La magnitud absoluta de Longo es 13,4. 